# James Douglas (affärsman)
James Douglas, född 4 november 1837 i Québec, död 30 juni 1918 på Manhattan, var en amerikansk läkare och ingenjör, verksam i bland annat Pittsburgh och Québec. Han fick med sig hem till Amerika Ramses I:s mumie från en resa till Egypten.[källa behövs]